# Altenessen
Altenessen ist ein nördlicher Stadtteil der Stadt Essen. Er ist seit seiner Eingemeindung aufgrund der Größe amtlich in die beiden Stadtteile Altenessen-Süd und Altenessen-Nord unterteilt. Zusammengenommen wäre Altenessen der bevölkerungsreichste Stadtteil Essens. Er grenzt an die Stadtteile Vogelheim und Bochold im Westen, an das Nordviertel im Süden, an Katernberg und Stoppenberg im Osten und an Karnap im Norden, wobei hier die Emscher mit dem parallel verlaufenden Rhein-Herne-Kanal die Grenze bildet.

## Geschichte

### Frühgeschichte
Beim Bau einer Kokerei zur damaligen Zeche Helene wurden 1876 frühmittelalterliche Gräber geborgen. Überliefert sind mindestens vier Bestattungen des 7. bis frühen 8. Jahrhunderts n. Chr. Bei Nachgrabungen 1982 nach Stilllegung der Zeche wurden keine weiteren Reste dieses Gräberfeldes aufgefunden.
Erstmals tauchen die Bezeichnungen Alden Essende oder Aldenessende ab 1120 ergänzend zum eigentlichen Essen auf. Die Abgrenzung von Altenessen zu Essen wurde erstmals am 7. Dezember 1310 in einer Urkunde festgehalten.
Dabei lag Altenessen an der Strata Coloniensis, einer der fünf Altstraßen aus dem Frühmittelalter, die Köln mit dem Umland verbanden. Sie verlief in etwa auf der heutigen Altenessener Straße. Ein dörflicher Siedlungskern konnte sich nicht herausbilden.

### Zugehörigkeiten
Am 1. September 1808 wurde im von Napoleon errichteten Großherzogtum Berg die Munizipalität Altenessen gebildet, der neben der ehemaligen Bauerschaft Altenessen auch Frillendorf, Huttrop, Karnap, Schonnebeck, Katernberg, Kray, Leithe, Rotthausen, Rüttenscheid und Stoppenberg angehörten. 1813 wurde die Munizipalität Altenessen unter den Preußen zur eigenständigen Bürgermeisterei, die durch die Industrialisierung wegen des ab etwa 1840 boomenden Steinkohlenbergbaus weiter an Bedeutung gewann. Ab 1. Januar 1874 gehörten der Bürgermeisterei Altenessen nur noch die Gemeinden Altenessen und Karnap an, alle anderen Teile gingen an die neue Bürgermeisterei Stoppenberg. Diese Bürgermeisterei Altenessen bestand bis zur Eingemeindung von Altenessen zur Stadt Essen am 1. April 1915, wobei Karnap noch bis 1929 selbständig blieb.
Die Munizipalität und Bürgermeisterei Altenessen hatte von 1808 bis zur Eingemeindung 1915 acht Bürgermeister:
- 1808–1811: Bernhard Radhoff
- 1811–1815: Johannes Alois Theodor Nienhausen
- 1815–1834: Christian Noot
- 1834–1840: Bertram Pfeiffer
- 1840–1844: Samuel Friedrich Biegon von Czudnochowski
- 1844–1868: Friedrich de Wolff
- 1868–1886: Ernst Péan
- 1886–1915: Theodor Stankeit

### Industrialisierung und die Folgen
1847 erfolgte die Eröffnung des Bahnhofs Altenessen an der Köln-Mindener Eisenbahn, der bis zur Eröffnung des Essener Hauptbahnhofs 1862 der wichtigste Essener Bahnhof war. Es folgte eine ungeordnete Weiterentwicklung Altenessens, denn außerhalb der bisherigen Siedlungsflächen entstanden Steinkohlenzechen wie die Zeche Anna (1851), die Zeche Fritz-Heinrich (1859), die Zeche Carl (1855) oder die Zeche Vereinigte Helene & Amalie (1873). Dem Arbeitsbedarf, auch bei Zulieferbetrieben, Nebenindustrien und Einzelhandelsgewerbe folgte die Einwanderung von Arbeitskräften und damit eine schnell ansteigende Einwohnerzahl. 1812 zählte man 556 Einwohner, 1845 bereits 960 und 1915 über 45.000 Einwohner. Damit ging das Wachstum Altenessens nicht aus einem Siedlungskern hervor, sondern breitete sich nahe der verstreut liegenden Zechen aus.
1860 wurde in Altenessen-Nord die Freiwillige Feuerwehr gegründet, die bis 1894 erhalten blieb. Das Spritzenhaus stand in der heutigen Spritzenstraße, die 1903 danach benannt wurde. Am 30. August 1895 wurde die Freiwillige Feuerwehr auf Veranlassung der Regierung in Düsseldorf neu gegründet. 1912 errichtete die Bürgermeisterei Altenessen an der zu dieser Zeit gebauten Grünstraße ein neues Feuerwehrdepot. Damals war das noch auf der grünen Wiese, man sagte auch Bruchland.
1893 wurde die Straßenbahnlinie zwischen Altenessen und der Essener Stadtmitte fertiggestellt. Zum 100. Geburtstag Kaiser Wilhelm I. wurde am 21. März 1897 der Kaiser-Wilhelm-Park eröffnet. Der im Süden gelegene Spindelmannpark wurde in den 1990er Jahren aus dem in den 1970er Jahren offen gelassenen Südfriedhof gestaltet.
Mit der Schließung des Bergwerks Emil-Fritz Anfang der 1970er Jahre endete der Steinkohlenbergbau in Altenessen. Damit entfielen die letzten industriellen Arbeitsplätze im Stadtteil, was einen Strukturwandel nach sich zog. In ehemaligen Zechengebäuden und teils auf Industriebrachen entstanden teilweise neue Kultur- und Sportstätten. Auf stillgelegten Eisenbahntrassen wurden teilweise Radwege angelegt.

### Wappen

Wappen von Altenessen

Blasonierung: „In Blau über zwei rechtsschrägen entgegengesetzten silbernen (weißen) Eschenzweigen ein schräglinkes goldenens (gelbes) Schwert.“

Bedeutung: Das Wappen spielt auf den alten Namen von Essen Asnide an, der in einigen Überlieferungen auch von „Esche“ abgeleitet wird. Der blaue Schild und das Schwert stellen den Bezug zum Essener Stadtwappen her.

## Bevölkerung
Am 31. März 2025 lebten 44.785 Einwohner in Altenessen. Davon lebten 17.071 Einwohner in Altenessen-Nord sowie 27.714 Einwohner in Altenessen-Süd.

### Altenessen-Nord
Strukturdaten der Bevölkerung in Altenessen-Nord (Stand: 31. März 2025):
- Bevölkerungsanteil der unter 18-Jährigen: 19,0 % (Essener Durchschnitt: 16,9 %)[8]
- Bevölkerungsanteil der mindestens 65-Jährigen: 20,4 % (Essener Durchschnitt: 21,7 %)[9]
- Ausländeranteil: 22,7 % (Essener Durchschnitt: 20,6 %)[10]

### Altenessen-Süd
Strukturdaten der Bevölkerung in Altenessen-Süd (Stand: 31. März 2025):
- Bevölkerungsanteil der unter 18-Jährigen: 19,8 % (Essener Durchschnitt: 16,9 %)[11]
- Bevölkerungsanteil der mindestens 65-Jährigen: 17,4 % (Essener Durchschnitt: 21,7 %)[12]
- Ausländeranteil: 32,0 % (Essener Durchschnitt: 20,6 %)[13]

## Persönlichkeiten
- Hermann Pieper (1881–1962), Kommunalpolitiker

## Verkehr
Die Bundesstraße 224 verläuft in Nord-Süd-Richtung durch Altenessen und hat am Autobahnkreuz Essen-Nord eine Anbindung an die Bundesautobahn 42. Eine weitere östlichere Abfahrt der A 42 heißt Essen-Altenessen.
Zu Altenessen gehört der Regionalbahnhof Essen-Altenessen, über welchen Direktverbindungen nach Hamm, Dortmund, Herne, Gelsenkirchen, Oberhausen, Duisburg, Düsseldorf, Krefeld und Mönchengladbach verkehren.
Der öffentliche Personennahverkehr (ÖPNV) wurde in den neunziger Jahren grundlegend umgebaut. Aktuell wird Altenessen durch die Stadtbahnlinien U11 (Ge-Buerer Straße–Messe/Gruga) und U17 (Karlsplatz–Margarethenhöhe) sowie durch die Straßenbahnlinie 108 (Altenessen Bf-Bredeney) (alle betrieben durch die Ruhrbahn) von der Essener Innenstadt erreicht. Neben den Straßenbahnen verkehren in Altenessen die Buslinien 140, 170, 162, 172, 173 sowie 183. Knotenpunkte sind neben dem Bahnhof noch die U-Bahnhöfe Altenessen Mitte und Karlsplatz.
| Linie   | Verlauf | Takt (Mo–Fr)                                                                      |
| ------- | --- | --------------------------------------------------------------------------------- |
|         | GE-Horst, Buerer Straße – Schloss Horst – GE-Horst, Fischerstraße – E-Karnap, Alte Landstraße – Boyer Straße – E-Karnap, Arenbergstraße – E-Altenessen, Heßlerstraße – II. Schichtstraße – U Karlsplatz – U Altenessen Mitte – U Kaiser-Wilhelm-Park – U Altenessen Bf – U Bäuminghausstraße – U Bamlerstraße – U Universität Essen – U Berliner Platz – U Hirschlandplatz – U Essen Hbf – U Philharmonie – U Rüttenscheider Stern – U Martinstraße – U Messe Ost/Gruga – Essen, Messe West/Süd/Gruga | 10 min                                                                            |
|         | E-Altenessen, U Karlsplatz – U Altenessen Mitte – U Kaiser-Wilhelm-Park – U Altenessen Bf – U Bäuminghausstraße – U Bamlerstraße – U Universität Essen – U Berliner Platz – U Hirschlandplatz – U Essen Hbf – U Bismarckplatz – U Planckstraße – Gemarkenplatz – Holsterhauser Platz (Klinikum) – Halbe Höhe – Laubenweg – E-Margarethenhöhe | 10 min                                                                            |
| 108     | Altenessen Bf – Höltestraße – Seumannstraße – Katzenbruchstraße – Am Freistein – U Viehofer Platz – U Rathaus Essen – U Essen Hbf – U Philharmonie – U Rüttenscheider Stern – Rüttenscheid U Martinstraße – U Florastraße – Alfredusbad – Kruppallee – Frankenstraße – Bredeney | 10 min                                                                            |
| 140     | Borbeck Bf – Schloss Borbeck – Borbeck Germaniaplatz – Altenessen Bf – Stoppenberg Ernestinenstraße | 20 min                                                                            |
| 162 172 | Ringlinie Altenessen: Karlsplatz – Altenessen Mitte – Altenessen Bf – Rahmviertel – Karlsplatz Linie 162 verkehrt gegen den Uhrzeigersinn, die Linie 172 verkehrt im Uhrzeigersinn. | 30 min                                                                            |
| 170     | Borbeck Bf – Borbeck Germaniaplatz – Bergeborbeck – Vogelheim – Altenessen Mitte – Katernberger Markt – Zollverein Nord Bf – Schonnebeck – Zeche Bonifacius – Kray Nord Bf – Kray Mitte – Leithe – Freisenbruch – Steele Ost – Steele | 10 min (HVZ: 5 min) (Borbeck–Kray Mitte) 20 min (HVZ: 10 min) (Kray Mitte–Steele) |
| 173     | Karlsplatz – Altenessen-Nord – Theobaldstr. – Katernberger Markt | 30 min (vormittags 60 min)                                                        |
| 183     | Altenessen Karlsplatz – Altenessen Bf – Kokerei Zollverein – Stoppenberg – Schonnebeck – Zollverein Nord Bf – Katernberger Markt | 30 min                                                                            |
| NE1     | Essen Hbf – Rathaus Essen – Altenessen Bf – Altenessen Zeche Carl – Karlstraße – Essen-Karnap Boyer Straße – Essen-Karnap, Alte Landstraße – Gelsenkirchen-Horst, Essener Straße | 60 min                                                                            |
| NE15    | Borbeck Bf – Borbeck Germaniaplatz – Bergeborbeck – Vogelheim – Altenessen Mitte – Katernberger Markt – Zollverein Nord Bf – Schonnebeck – Zeche Bonifacius – Kray Nord Bf | 60 min                                                                            |

## Sport
Primär von historischer Bedeutung sind die Fußballvereine SV Altenessen, BV Altenessen 06 und TuS Helene Essen. Letzterer ist in der Bezirkssportanlage Bäuminghausstraße beheimatet.

## Bilder

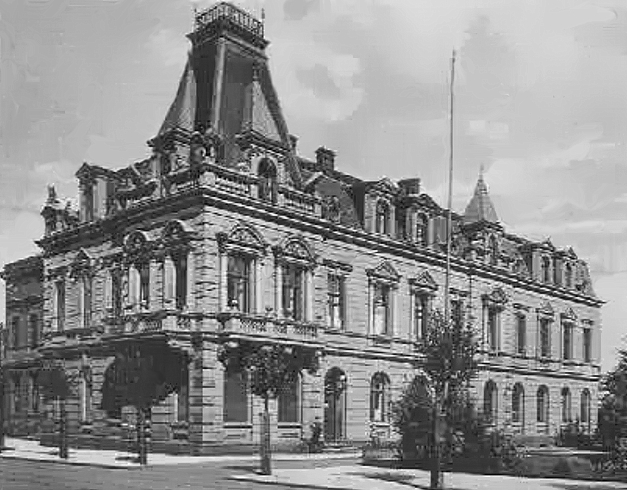
Ehemaliges Altenessener Rathaus um 1925
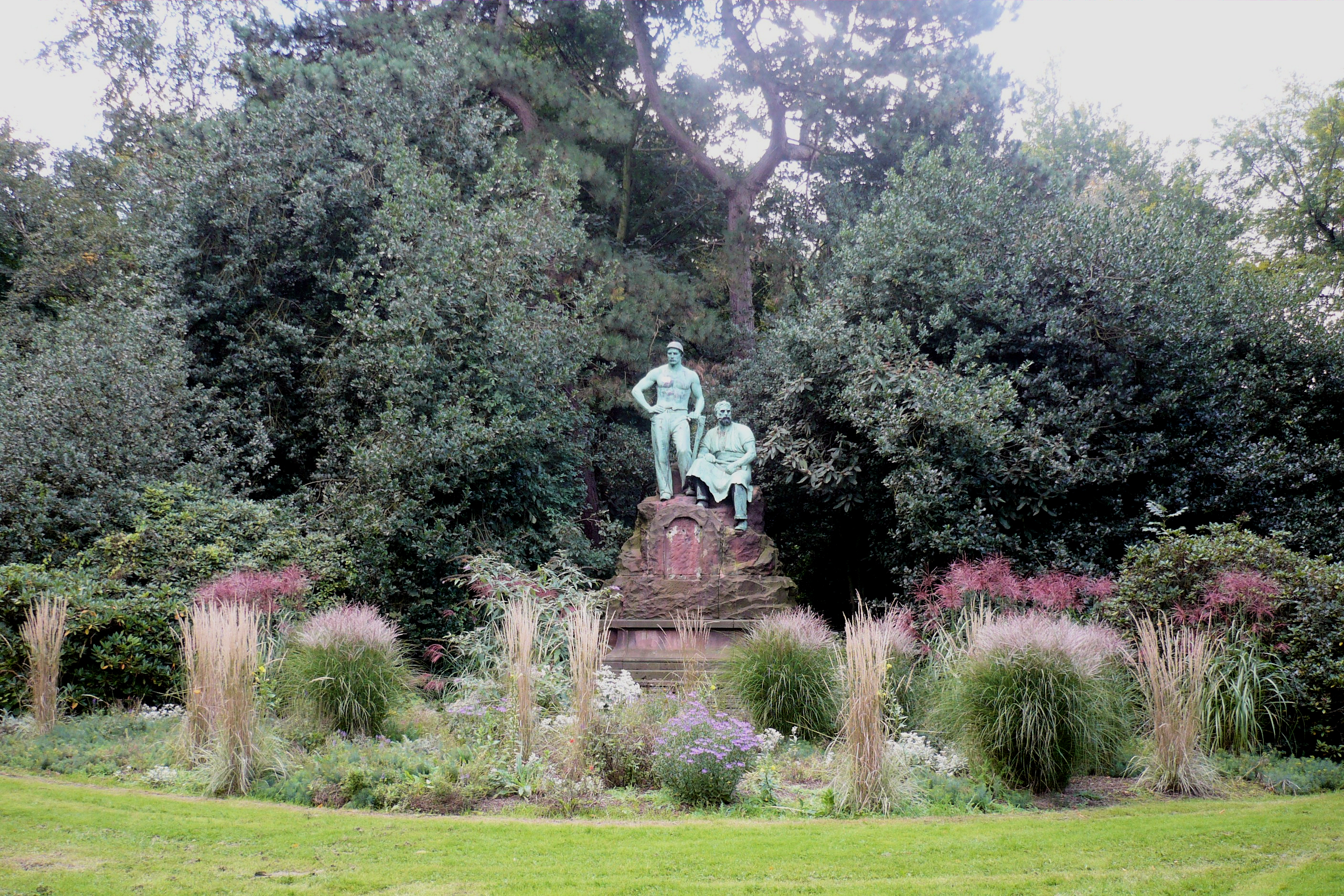
Denkmal im Kaiser-Wilhelm-Park
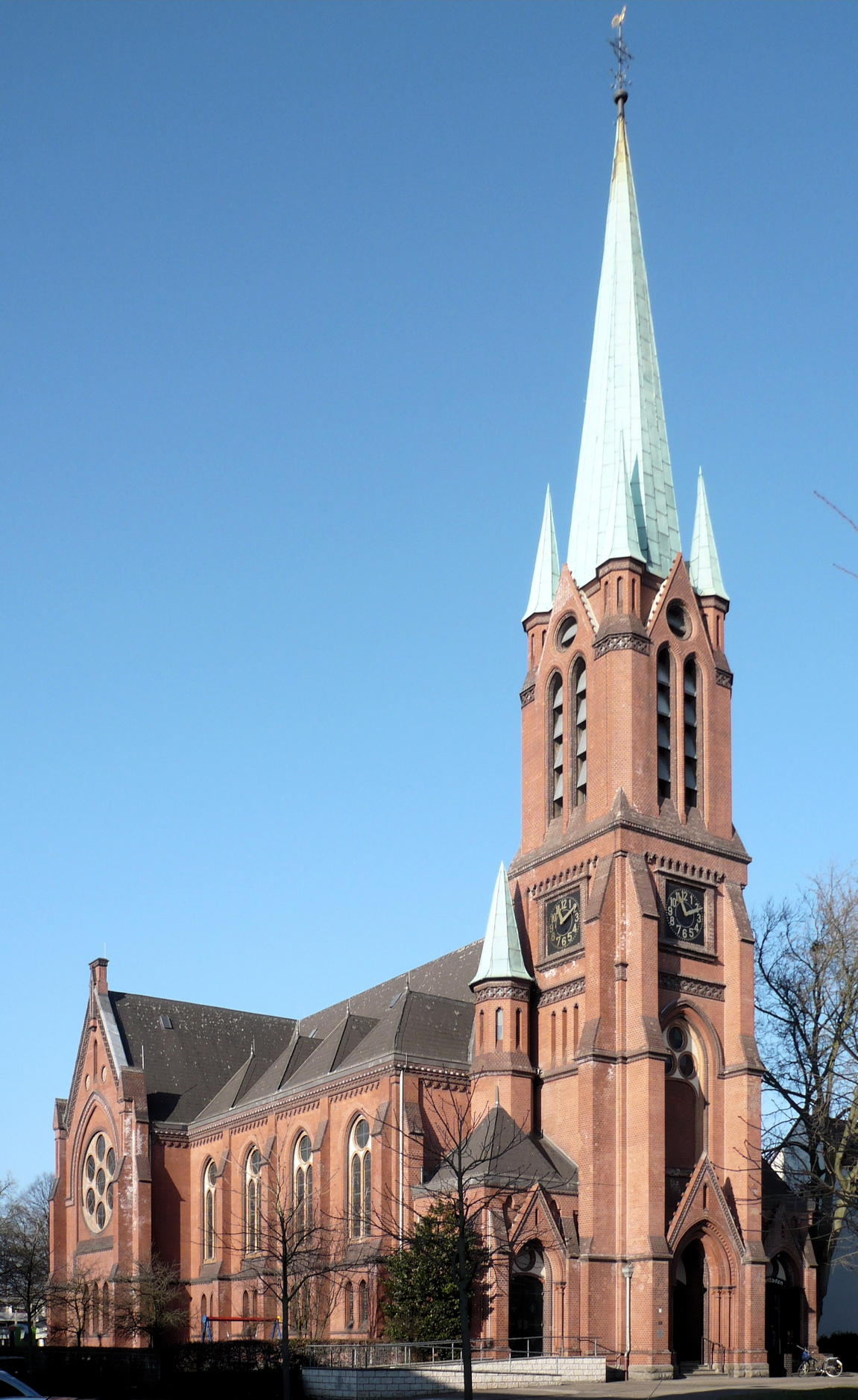
Evangelische Alte Kirche
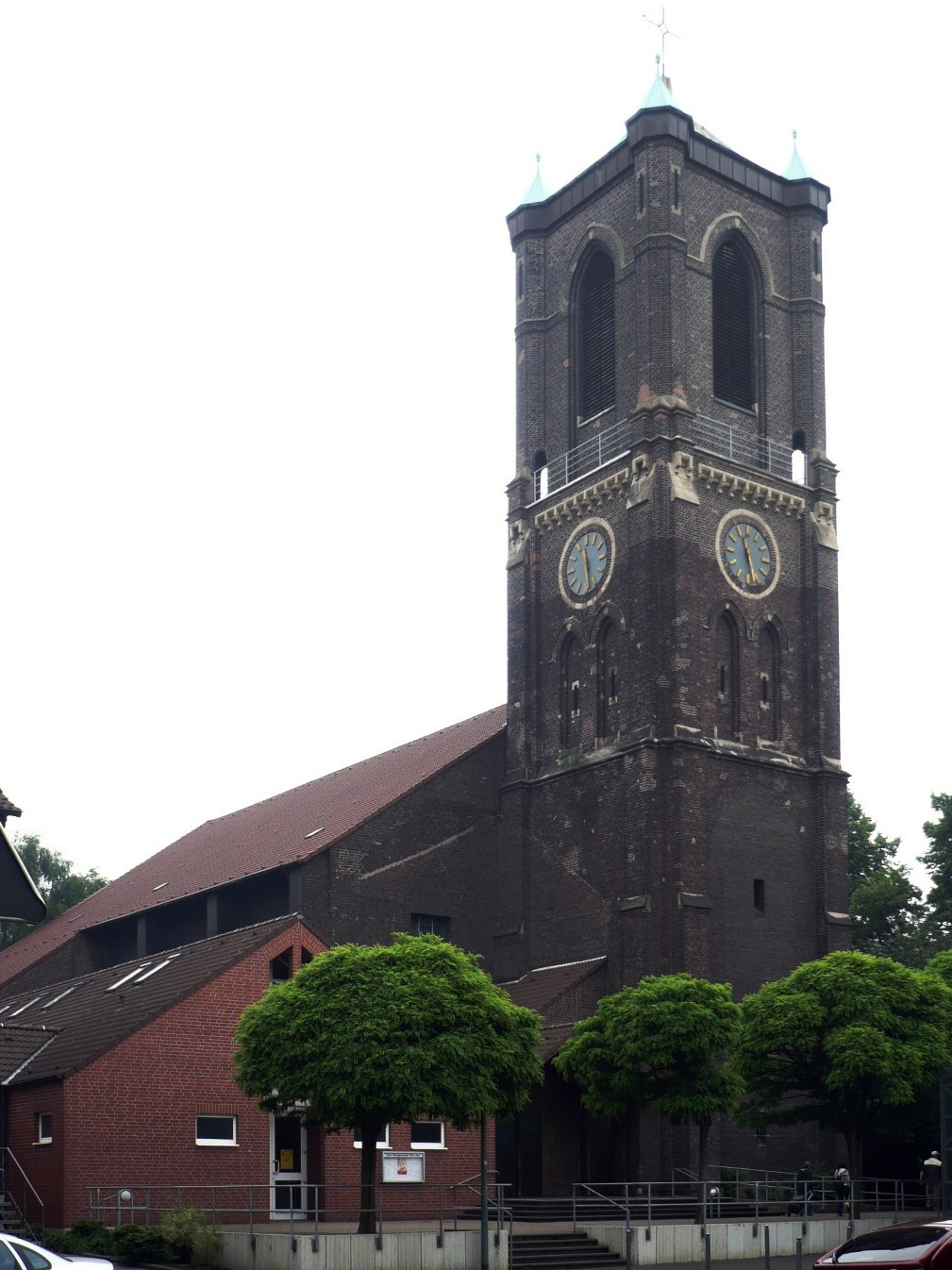
Katholische Herz-Jesu-Kirche
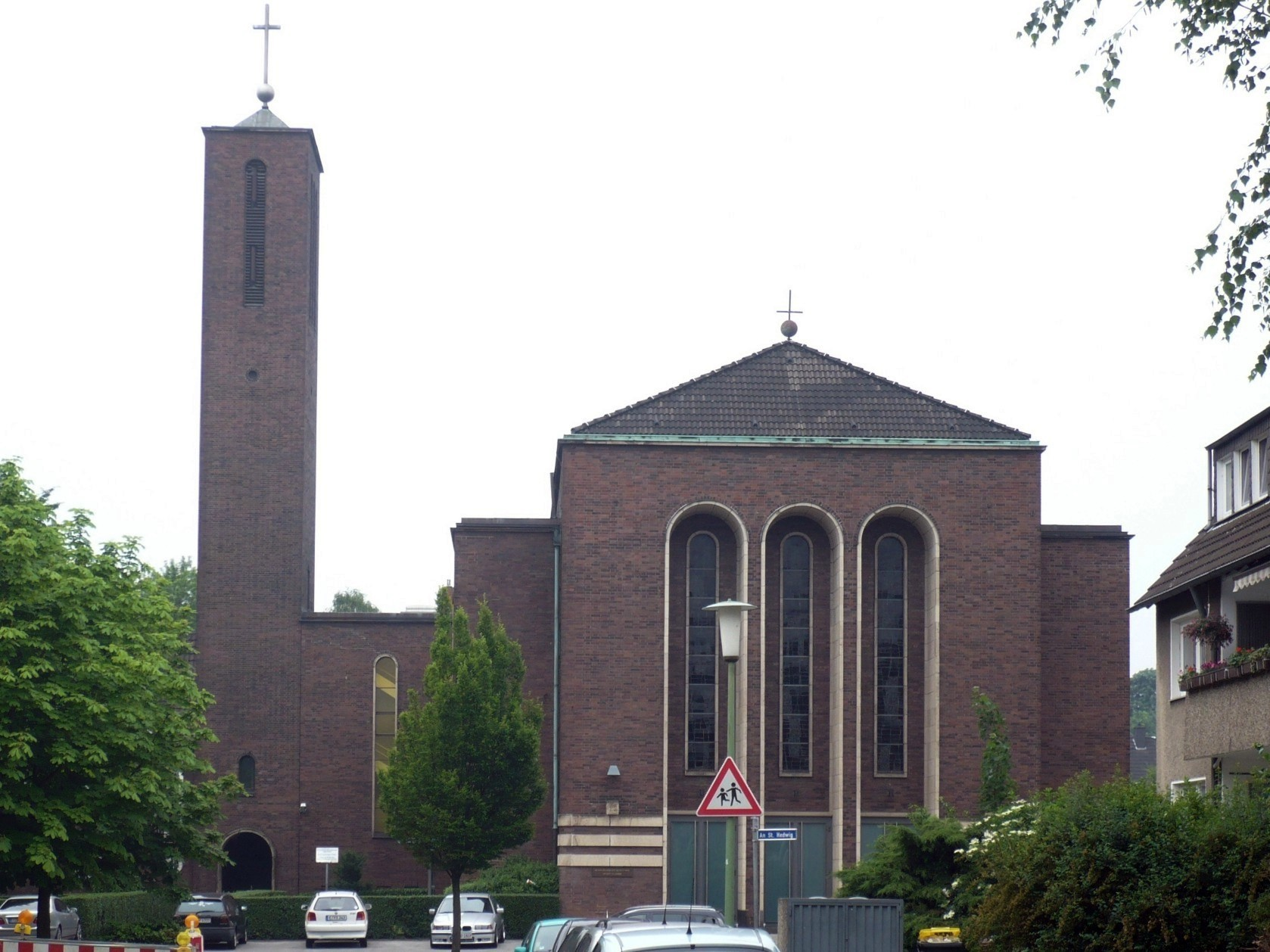
Katholische Kirche St. Hedwig